# Saint-Germain-de-Modéon
Saint-Germain-de-Modéon ist eine französische Gemeinde mit 174 Einwohnern (Stand: 1. Januar 2022) im Département Côte-d’Or in der Region Bourgogne-Franche-Comté. Sie gehört zum Arrondissement Montbard und ist Mitglied im Gemeindeverband Communauté de communes de Saulieu-Morvan.

## Geografie

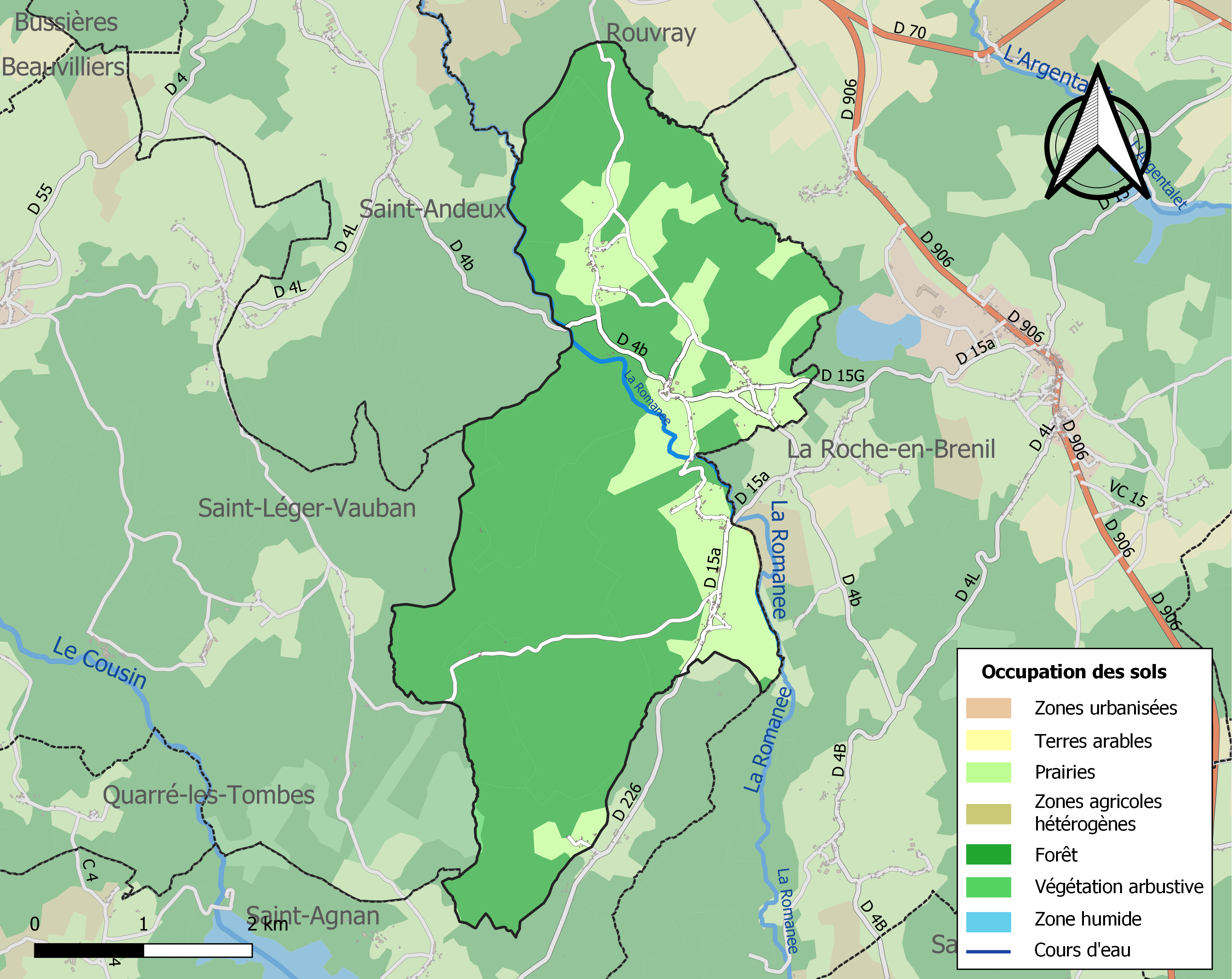
Bodennutzung, Hydrografie und Infrastruktur der Gemeinde (2018)

Saint-Germain-de-Modéon liegt am südwestlichen Rand des Départements an der Grenze zu den benachbarten Départements Nièvre und Yonne, etwa 13 Kilometer nordwestlich von Saulieu und etwa 69 Kilometer westlich von Dijon. Die Gemeinde im Granitmassiv Morvan befindet sich im Regionalen Naturpark Morvan im Einzugsgebiet der Seine. Ihr Gebiet wird von der Romanée entwässert, die es von Süd nach Nord durchquert, vom Bach de l’Étang des Truites, der in der Nähe des Gemeindezentrums in die Romanée mündet, vom Tournesac, der es im Nordosten begrenzt, sowie verschiedenen weiteren kleineren Bächen.
Das Gebiet von Saint-Germain-de-Modéon ist Teil des Natura 2000-Schutzgebiets „Milieux humides, forêts, pelouses et habitats à Chauves-souris du Morvan“ (FR2600987) und von sechs ZNIEFF-Naturzonen. Über drei Viertel der Fläche der Gemeinde sind bewaldet oder naturbelassen, der restliche Teil wird landwirtschaftlich genutzt.
Umgeben wird Saint-Germain-de-Modéon von den Nachbargemeinden Saint-Andeux im Nordwesten, Rouvray im Norden, La Roche-en-Brenil im Osten, Saint-Agnan-en-Morvan (Département Nièvre) im Süden und Saint-Léger-Vauban (Département Yonne) im Westen.

## Bevölkerungsentwicklung

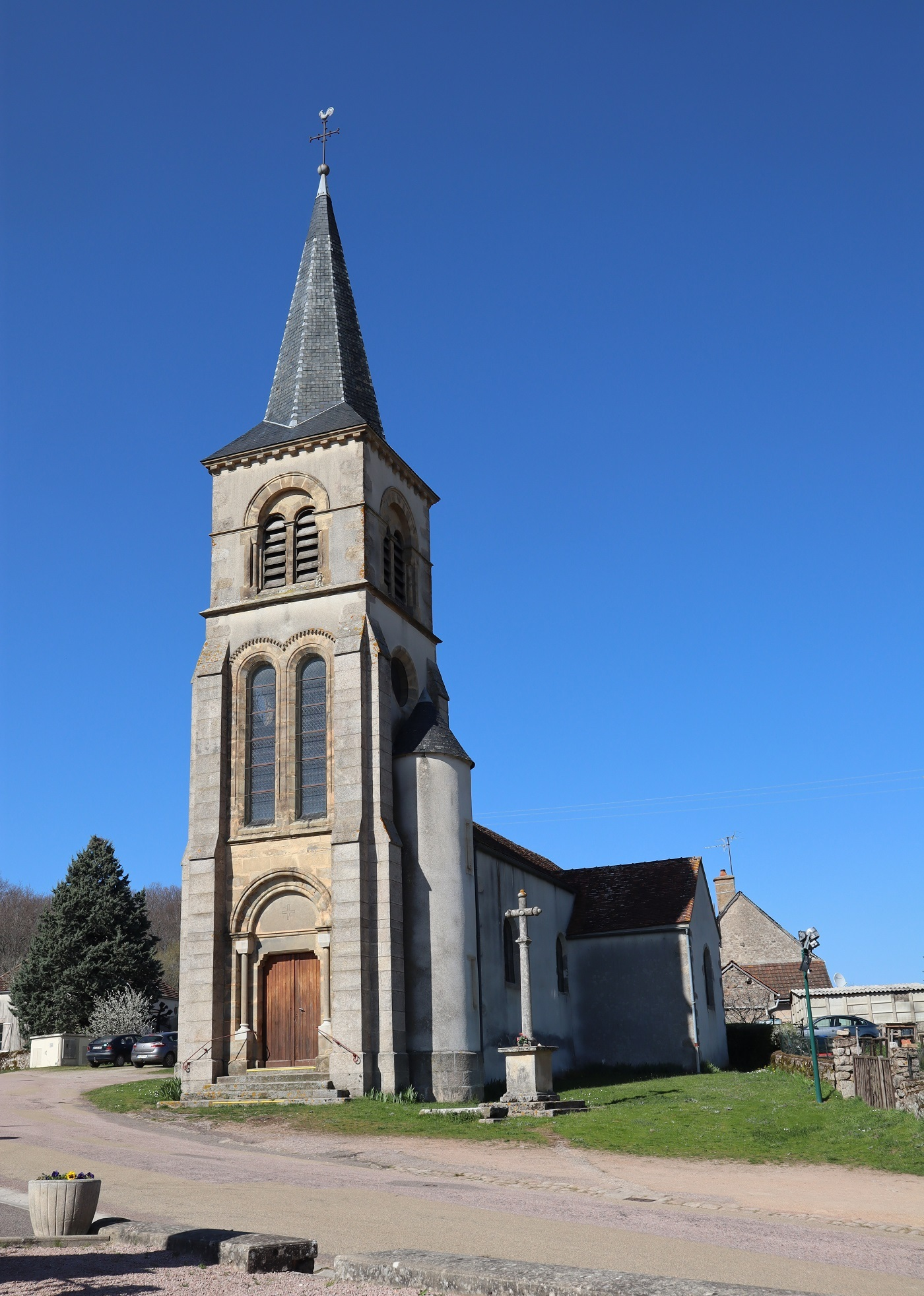
Pfarrkirche Saint-Germain

| Saint-Germain-de-Modéon: Einwohnerzahlen von 1793 bis 2020                                                                 | Saint-Germain-de-Modéon: Einwohnerzahlen von 1793 bis 2020 | Saint-Germain-de-Modéon: Einwohnerzahlen von 1793 bis 2020 | Saint-Germain-de-Modéon: Einwohnerzahlen von 1793 bis 2020 | Saint-Germain-de-Modéon: Einwohnerzahlen von 1793 bis 2020 |
| --- | ---------------------------------------------------------- | ---------------------------------------------------------- | ---------------------------------------------------------- | ---------------------------------------------------------- |
| Jahr |                                                            |                                                            |                                                            | Einwohner                                                  |
| 1793 | 1793                                                       |                                                            | 402                                                        | 402                                                        |
| 1800 | 1800                                                       |                                                            | 481                                                        | 481                                                        |
| 1806 | 1806                                                       |                                                            | 471                                                        | 471                                                        |
| 1821 | 1821                                                       |                                                            | 490                                                        | 490                                                        |
| 1836 | 1836                                                       |                                                            | 564                                                        | 564                                                        |
| 1841 | 1841                                                       |                                                            | 604                                                        | 604                                                        |
| 1846 | 1846                                                       |                                                            | 618                                                        | 618                                                        |
| 1851 | 1851                                                       |                                                            | 610                                                        | 610                                                        |
| 1856 | 1856                                                       |                                                            | 562                                                        | 562                                                        |
| 1861 | 1861                                                       |                                                            | 573                                                        | 573                                                        |
| 1866 | 1866                                                       |                                                            | 597                                                        | 597                                                        |
| 1872 | 1872                                                       |                                                            | 574                                                        | 574                                                        |
| 1876 | 1876                                                       |                                                            | 582                                                        | 582                                                        |
| 1881 | 1881                                                       |                                                            | 531                                                        | 531                                                        |
| 1886 | 1886                                                       |                                                            | 521                                                        | 521                                                        |
| 1891 | 1891                                                       |                                                            | 501                                                        | 501                                                        |
| 1896 | 1896                                                       |                                                            | 503                                                        | 503                                                        |
| 1901 | 1901                                                       |                                                            | 469                                                        | 469                                                        |
| 1906 | 1906                                                       |                                                            | 445                                                        | 445                                                        |
| 1911 | 1911                                                       |                                                            | 481                                                        | 481                                                        |
| 1921 | 1921                                                       |                                                            | 382                                                        | 382                                                        |
| 1926 | 1926                                                       |                                                            | 393                                                        | 393                                                        |
| 1931 | 1931                                                       |                                                            | 361                                                        | 361                                                        |
| 1936 | 1936                                                       |                                                            | 358                                                        | 358                                                        |
| 1946 | 1946                                                       |                                                            | 287                                                        | 287                                                        |
| 1954 | 1954                                                       |                                                            | 287                                                        | 287                                                        |
| 1962 | 1962                                                       |                                                            | 264                                                        | 264                                                        |
| 1968 | 1968                                                       |                                                            | 279                                                        | 279                                                        |
| 1975 | 1975                                                       |                                                            | 195                                                        | 195                                                        |
| 1982 | 1982                                                       |                                                            | 222                                                        | 222                                                        |
| 1990 | 1990                                                       |                                                            | 173                                                        | 173                                                        |
| 1999 | 1999                                                       |                                                            | 152                                                        | 152                                                        |
| 2006 | 2006                                                       |                                                            | 184                                                        | 184                                                        |
| 2013 | 2013                                                       |                                                            | 164                                                        | 164                                                        |
| 2020 | 2020                                                       |                                                            | 179                                                        | 179                                                        |
| Quelle(n): EHESS/Cassini bis 1999, INSEE ab 2006 Anmerkung(en): Ab 1962 offizielle Zahlen ohne Einwohner mit Zweitwohnsitz |                                                            |                                                            |                                                            |                                                            |

## Sehenswürdigkeiten
- Pfarrkirche Saint-Germain